# 布萊希湖
49°5′11.30″N 9°22′42.30″E / 49.0864722°N 9.3784167°E

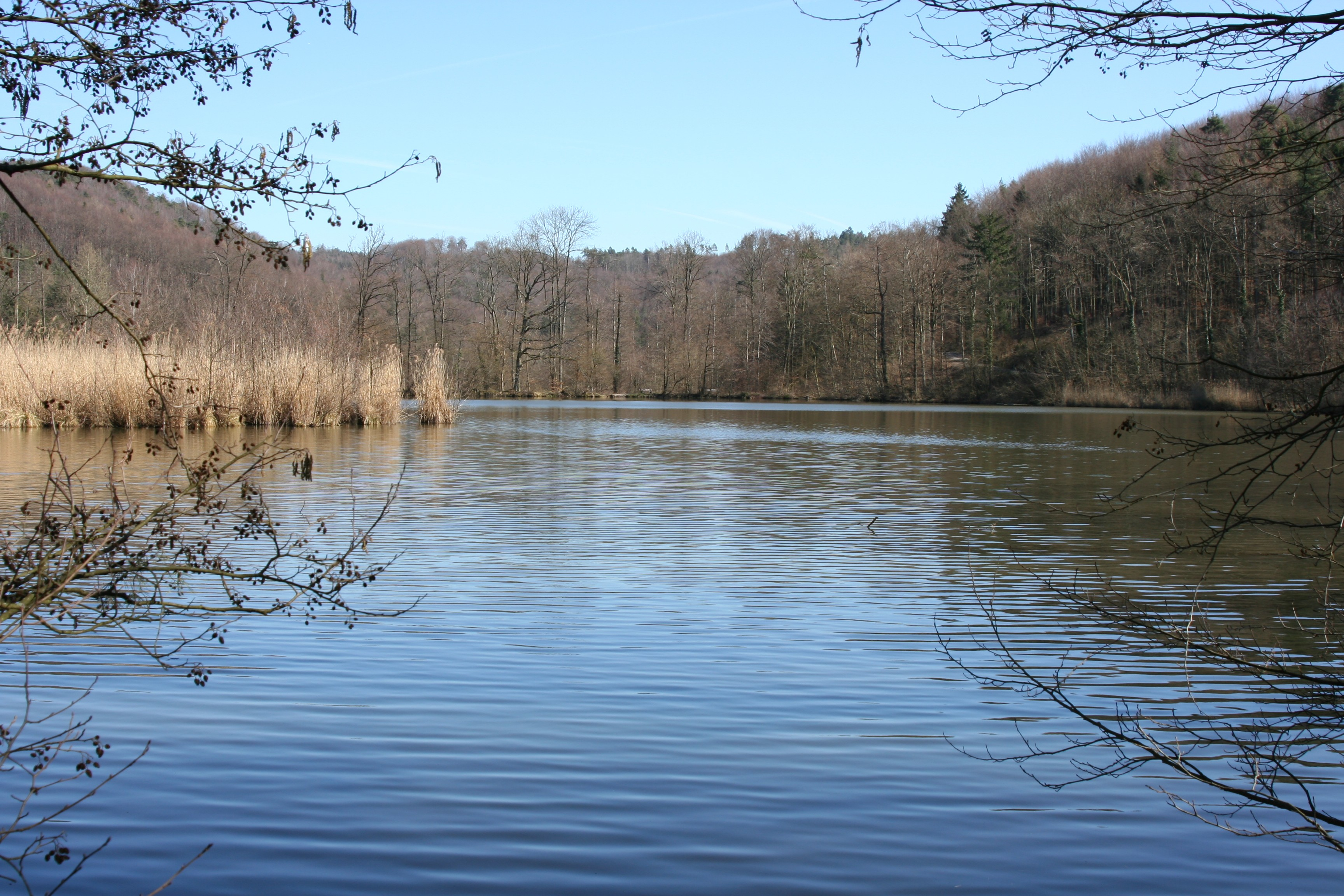

布萊希湖（德語：Bleichsee），是德國的湖泊，位於該國西南部，由巴登-符騰堡州負責管轄，處於海爾布隆縣，長0.2公里、寬0.1公里，面積0.02平方公里，海拔高度368米，湖岸線長0.7公里。